# ويكليف جمعة
ويكليف جمعة (بالإنجليزية: Wycliffe Juma)‏ هو لاعب كرة قدم كيني في مركز الوسط، ولد في 6 مايو 1980 في نيروبي في كينيا. شارك مع منتخب كينيا لكرة القدم. أما مع النوادي، فقد لعب مع Løv-Ham Fotball ‏.

## وصلات خارجية
- ويكليف جمعة على موقع قاعدة بيانات كرة القدم.إي يو (الإنجليزية)
- ويكليف جمعة على موقع ناشيونال فوتبول تيمز (الإنجليزية)
- ويكليف جمعة على موقع Soccerway.com (الإنجليزية)